# Герб Маркушів
Герб Маркушів затверджений 15 жовтня 2010 р. рішенням LIV сесії Маркушівської сільської ради V скликання.

## Опис герба
Щит перетятий пониженою срібною нитяною хвилястою балкою на лазурове та червоне поле. На лазуровому полі срібний лелека з червоними дзьобом і лапами, що летить, і який супроводжується обабіч золотими розширеними хрестами. На червоній базі дві срібні шаблі з золотим руків'ям навхрест вістрям догори. Щит розміщений у золотому картуші, верхня половина якого еклектична, а нижня утворена з колосків пшениці, унизу якого на стрічці чорними літерами написано «Маркуші», під стрічкою на завитку зображена дата «1594». Щит увінчаний золотою сільською короною.
Автор — В. Сватула, зобразив О. Маскевич.

## Значення символіки
Лелека, що зображений на гербі, є символом народженості, пильності, смирення, любові, вдячності, ніжності, шлюбної вірності і вісником весни. Лелека шанується багатьма народами, особливо слов'янськими, а в деяких він вважається священним птахом.
Хрести, що зображені на гербі символізують древню уяву людини про навколишній простір, всесвіт, а як символ християнства — відповідають їх чеснотам: поміркованості, розуму, справедливості, мужності, а також символізують віру, любов, спасіння і смирення. Саме такі хрести були основною символікою в українських козаків що захищали мешканців Маркушів від нападів кримських татар та турків. Історична присутність козаків на території села підкреслюється зображеними козацькими шаблями в нижній частині герба.
Срібна хвиляста лінія посеред герба символізує місцеву річечку Глибока Долина.

## Символіка кольорів
Золотий колір яким зображені хрести, картуш і корона, символізує багатство, мудрість, добро, красу, знатність, стабільність, творчу людську енергію, повагу та розум.
Червоний колір символізує мужність, відвагу, любов і справедливу кров пролиту мешканцями Маркушів за свободу і незалежність у всі часи історії України.
Срібло, яким зображена річка, є символом щирості, відданості, вищої цілі, честі, чистого неба, води, благородства, відвертості миру, взаєморозуміння, досконалості та духовності.
Цифри 1594 вказують на офіційну дату утворення Маркушів.